# Miridiba ciliatipennis
Miridiba ciliatipennis är en skalbaggsart som beskrevs av Moser 1913. Miridiba ciliatipennis ingår i släktet Miridiba och familjen Melolonthidae. Inga underarter finns listade i Catalogue of Life.